# Amber Valletta
Amber Evangeline Valletta (ur. 9 lutego 1974 w Phoenix) – amerykańska supermodelka i aktorka. Rozpoczęła pracę w branży modowej, kiedy jej matka zapisała ją do szkoły modelek w wieku piętnastu lat w Tulsa w Oklahomie. Od tamtej pory występowała w kilku filmach, była na okładkach magazynów, była w reklamach Louis Vuitton, Calvina Kleina i Versace oraz prowadziła program House of Style (1995–96) w telewizyjnej stacji MTV z Shalom Harlow.

## Życiorys

### Wczesne lata
Urodziła się w Phoenix w stanie Arizona. Wychowywała się w Tulsa w Oklahomie. Jej matka, Theresa Malaby, pracowała na poczcie. Jej ojciec był pochodzenia włoskiego i portugalskiego, a jej matka identyfikuje się z pochodzeniem Czirokezi. Uczęszczała do Booker T. Washington High School.

### Kariera w świecie mody
Valletta rozpoczęła swoją karierę w branży modowej, kiedy jej matka zapisała ją do szkoły modelek w wieku piętnastu lat w agencji Laa Linda. W 1990 została „odkryta” w Oklahomie przez poszukiwacza modelek. Valletta, podobnie jak Kate Moss, Eva Herzigová, Carolyn Murphy i Shalom Harlow, była jedną z najbardziej rozpoznawalnych twarzy pokolenia zaraz po oryginalnych supermodelkach.
W ciągu kilku dni znalazła się w Nowym Jorku i podpisała kontrakt z tamtejszym oddziałem agencji Elite. Pierwszym poważnym zleceniem była sesja zdjęciowa dla amerykańskiego wydania „Harper’s Bazaar”. Wkrótce zaczęła pojawiać się na wybiegu. W 1993 podpisała pierwsze międzynarodowe kontrakty. 
Najpierw wysłano ją do Barcelony, gdzie odbyła sesję zdjęciową dla hiszpańskiej edycji „Vogue” i wzięła udział w licznych pokazach mody. Kilka miesięcy później pracowała w Paryżu i Londynie. Była na okładkach „Cosmopolitan”, „Glamour”, „Elle”, „Harper’s Bazaar”, „Esquire”, „Interview” i „i-D”.
W ciągu dziesięciu lat swojej kariery Amber wzięła udział w kampaniach reklamowych takich marek jak: Anne Klein, Calvin Klein, Chanel, Donna Karan, Fendi, Giorgio Armani, Gucci, H&M, Hugo Boss, Prada, Valentino, Versace i Versus. 
Na wybiegu prezentowała kolekcje: Chanel, Chloé, Johna Galliano, Donny Karan, Dolce & Gabbany, Prady i Toma Forda. Wzięła też udział w pokazie mody jesień / zima 2017 Versace i Marks & Spencer. W 2018 była twarzą Escada.

### Kariera aktorska
W 1995 była obecna w filmie dokumentalnym Unzipped obok innych supermodelek takich jak Linda Evangelista, Naomi Campbell, Cindy Crawford i Kate Moss. Wystąpiła po raz pierwszy w roli aktorskiej jako Mindy Deal w komediodramacie Drop Back Ten (2000) z udziałem Jamesa LeGrosa, Desmonda Harringtona i Josha Lucasa. 
Zagrała w dramacie Roberta Zemeckisa Co kryje prawda (2000) z Harrisonem Fordem i Michelle Pfeiffer, komedii romantycznej Bretta Ratnera Family Man (2000) z Nicolasem Cage, komedii familijnej Wielka misja Maxa Keeble’a (2001), komedii romantycznej Hitch (2005) z Willem Smithem i Evą Mendes oraz dreszczowcu Louisa Leterriera Transporter 2 (2005) z Jasonem Stathamem i Alessandro Gassmanem jako Audrey Billings, dramacie Ostatni raz (The Last Time, 2007) z Michaelem Keatonem i Brendanem Fraserem oraz filmie fantastycznonaukowym Gamer (2009) u boku Gerarda Butlera. 
W latach 2011–2014 występowała w serialu ABC Studios Zemsta jako Lydia Davis.

## Życie prywatne
2 kwietnia 1994 wyszła za mąż za Hervé Le Bihana. W 1996 doszło do rozwodu. W 1998 spotykała się z Leonardo DiCaprio. We wrześniu 2003 poślubiła siatkarza Christiana McCawa. Mają syna Audena (ur. 18 października 2000). Jednak w 2015 rozwiodła się. Związała się z fryzjerem Teddy Charlesem. 
Valletta poparła demokratycznego prezydenta Baracka Obamę w wyborach w 2012. W lipcu 2014 opowiedziała o swojej walce z uzależnieniem od narkotyków i alkoholu.